# Millerův dům (Uničov)
Millerův dům (čp. 36) je novogotický dům postavený pro Emila Millera na náměstí v Uničově.

## Historie
Na pozemku původně stávala hospodářská budova fojtství, od roku 1749 pak kasárna. Stávající budova byla vybudována v roce 1911 podle plánů stavitele Zdeňko Vodičky, a to pro primáře uničovské nemocnice Emila Millera. Ten dům pojmenoval Haus Martha, na památku své předčasně zesnulé dcery.
Od roku 2017 je dům využíván jako městský úřad. Od roku 2019 je pak objekt chráněn jako kulturní památka. 

## Architektura
Dům je situován na nároží Masarykova náměstí a Příční ulice. Nejnápadnějšími prvky fasády jsou nárožní arkýř v patře a v průčelí směřujícím do náměstí sdružené okno se suprafenestrou ve tvaru lomeného oblouku s kružbou, nad nímž je trojúhelníkový štít. Hlavní vstup z boční ulice je ve tvaru lomeného oblouku a je doplněn letopočtem 1911, v průčelí směřujícím do náměstí je ve štukové pásce nápis Martha Haus.
Centrem vnitřní dispozice je schodišťová hala, schodiště je kamenné a má bohatě zdobené kované zábradlí. Kromě něj se v interiéru dochovalo i množství dalších umělecko-řemeslných prvků, například dlažba původního vestibulu, dřevěná lavice s řezbou sedící dívky, některá okna a dveře včetně kování nebo bílá krbová kachlová kamna v novorenesančním stylu, která pravděpodobně pocházejí již z poslední čtvrtiny 19. století.
Pod památkovou ochranou je kromě domu samotného také jeho oplocení s bránou a zahradní besídka, která byla při majetkovém rozdělení pozemku od domu oddělena. Zatímco pilířové oplocení s kovanou bránou v historizujícím stylu se dochovalo v původní podobě, druhá část oplocení a besídka prošly nevhodnými stavebními úpravami, které významně ovlivnily jejich původní charakter.